# إريك كريستيانسن (لاعب هوكي الجليد)
إريك كريستيانسن (بالنرويجية البوكمول: Erik Kristiansen)‏ هو لاعب هوكي الجليد نرويجي، ولد في 12 مارس 1961 في Furnes, Norway ‏ في النرويج.

## وصلات خارجية
- إريك كريستيانسن على موقع EliteProspects.com (الإنجليزية)
- إريك كريستيانسن على موقع Eurohockey.com (الإنجليزية)
- إريك كريستيانسن على موقع أوليمبيديا (الإنجليزية)